# Ferdinand Kulmer
Ferdinand Kulmer  (Cap Martin, Francuska, 29. siječnja 1925. – Zagreb, 11. studenog 1998.), hrvatski grof i istaknuti apstraktni slikar i likovni pedagog, dugogodišnji profesor na Akademiji likovnih umjetnosti u Zagrebu.

## Životopis
Ferdinand Kulmer je dijete vrlo poznate i nekoć vrlo bogate plemićke obitelji Kulmer (Franjo Kulmer). Lagodno djetinstvo je proveo je živjeći na brojnim obiteljskim imanjima (Cernik - Nova Gradiška) - Brumov - Češka) i gradskim rezidencijama i vilama; Budimpešta, Beč, Azurna obala uz privatne učitelje. U Beču je pohađao isusovački internat (Kalksburg) od 1936. tu je završio drugi i treći razred gimnazije, a četvrti u Novoj Gradiški. Krstari s ocem po Sredozemlju, luta Amerikom (New York, Chicago, Detroit, Washington). Nakon tog sretnog razdoblja za Ferdinanda Kulmera dolazi nesretno razdoblje nakon Drugog svjetskog rata, kad mu obitelj ostaje bez većine imetka koji se svuda nacionalizira.
Ferdinard Kulmer se 1942. upisao na studij slikarstva na Akademiji u Budimpešti, studij je nastavio na Akademiji likovnih umjetnosti u Zagrebu 1948. – 1950. u klasi profesora Omera Mujadžića i Đure Tiljka. Potom je bio suradnik Majstorske radionice Krste Hegedušića, 1950. – 1954. (to bi danas bilo nešto kao poslijediplomski studij).
Nakon toga usavršavao se u Parizu, Rimu, Veneciji i Firenci
Od 1961. radi na Akademiji likovnih umjetnosti u Zagrebu kao asistent Krste Hegedušića, 1964. postaje docent, zatim 1969. izvaredni profesor. Od 1975. do umirovljenja 1990. je redovni profesor na ALU.
Pažnju likovne javnosti skrenuo je na sebe kao član grupe Mart svojim radikalnim apstraktnim slikama, bio je jedan od utemeljitelja Galerija Forum (1969.) u Zagrebu. U likovnim kuloarima je bila poznata njegova dugogodišnja i neobično uspješna suradnja s poznatom pariškom Galerie d'art international od 1979. Zahvaljujući kojoj je Kulmer je postizao najviše cijene od svih svojih kolega i dospijevao do najcjenjenijih kolekcionara (Njegova Smeđa slika iz 1960. nalazi se u Tate Collection
Ferdinand Kulmer bio je miran i povučen čovjek pravi primjer krilatice noblesse oblige, mirno i stoički promatrao je kako se sva njihova obiteljska imovina razvlači. U njegovu obiteljsku palaču na zagrebačkom gornjem gradu uselila se 1954. tadašnja Gradska galerija suvremene umetnosti, koja je u tom prostoru ostala cijeli njegov život, njemu je ostavljen stan u jednom krilu zgrade. Mirno je promatrao kako se nekoć velika poljoprivredna imanja, razvlače i sustavno uništavaju, dapače on se i osobno dao na izgradnju socijalizma (sudjelovao je na radnim akcijama).
Ferdinand je formalno bio zadnji vlasnik Kulmerovih dvora u Šestinama, i velike farme krava koja je nacionalizirana i dodijeljena tadašnjem Agromljekarskom kombinatu Zagreb. Njegova kći Barbara zatražila je povrat tog posjeda, ali je izgubila spor s Gradom Zagrebom, tako da je on danas vlasništvo Agrokora Ivice Todorića.
Ferdinand Kulmer je još 1980. postao dopisni član tadašnje Jugoslavenska akademija znanosti, 1985. izabran je za izvanrednog člana a 1991.za redovnog člana HAZU.

### Izložbe
Priredio je mnogobrojne samostalne izložbe, od kojih bi trebalo navesti;
- Monografska izložba - Moderna galerija, Zagreb 1976.
- Retrospektiva - Klovićevi dvori, Zagreb 1990.

### Nagrade
- Godišnja nagrada Vladimir Nazor (1988.)
- Životna nagrada Vladimir Nazor (1990.)[4]

## Vanjske poveznice
- Preminuo Ferdinand Kulmer, Vjesnik[neaktivna poveznica]
- Igor Zidić: Ferdinand Kulmer
- Ferdinand Kulmer na portalu galerije Kaptol  Arhivirana inačica izvorne stranice od 9. rujna 2009. (Wayback Machine)
- Ferdinand Kulmer na portalu galerije Ina